# Eisenbahnunfall von Pfäffikon ZH
Bei dem Eisenbahnunfall von Pfäffikon, Kanton Zürich, stiess am 12. September 1982 ein Reisebus auf einem Bahnübergang, dessen Schranken vorzeitig geöffnet worden waren, mit einem Regionalzug zusammen. 39 Reisende starben.

## Ausgangslage
Der schienengleiche Bahnübergang an der Bahnstrecke Effretikon–Hinwil, an der Kempttalstrasse am nördlichen Dorfrand von Pfäffikon ZH, war damals mit Schranken gesichert, die noch wärterbedient waren.
Der Regionalzug 8477 der Schweizerischen Bundesbahnen (SBB) verkehrte mit zwei Minuten Verspätung und fuhr etwa 80 km/h schnell.
In dem Reisebus waren Mitglieder des Turn- und Sportvereins (TSV) aus Schönaich, Deutschland, unterwegs.

## Unfallhergang
Wegen der Verspätung des Zuges hatte die Schrankenwärterin, in der Annahme, sich im Fahrplan geirrt zu haben, die Schranke nach dem letzten planmäßig durchgefahrenen Zug gegen 14.55 Uhr wieder geöffnet. Der Reisebus konnte so die Gleise überqueren. Gleichzeitig näherte sich der Regionalzug. Die eingeleitete Notbremsung konnte den Zusammenstoss nicht mehr verhindern. Bei dem Zusammenstoss wurde der Bus angehoben, zertrümmert und der Tank des Busses explodierte.

## Folgen
39 Reisende im Bus, davon 18 Ehepaare, starben. Von den 41 Insassen überlebten nur zwei Frauen. 43 Kinder aus Schönaich wurden zu Vollwaisen, 19 davon waren noch minderjährig.
Die SBB hatten gleich nach der Katastrophe die Verantwortung übernommen und «eine umfassende finanzielle Wiedergutmachung» zugesagt. Darüber hinaus gingen nach dem tragischen Unfall Spenden aus aller Welt für die Hinterbliebenen ein. Erst Ende der 1990er Jahre war der Betrag aufgebraucht. An der Unfallstelle war bereits kurz nach dem Unfall ein Mahnmal errichtet worden, zum 25. Jahrestag der Katastrophe wurde auch eine Gedenktafel auf dem Friedhof von Schönaich aufgestellt.